# 197708 Kalipona
197708 Kalipona este o planetă minoră (asteroid) din centura de asteroizi. A fost descoperită pe 8 august 2004 la George Observatory⁠(d) de . 
Obiectul prezintă o orbită caracterizată de o semiaxă mare de 2,3802293192627 UAi, o excentricitate de 0,19796133698218, o înclinație de 3,1498908248096 ° în raport cu ecliptica.